# Steszczyna
Steszczyna (ukr. Стещина) – wieś na Ukrainie, w obwodzie kijowskim, w rejonie wyszogrodzkim. W 2001 roku liczyła 198 mieszkańców.